# Mistrzostwa Polski w Boksie 1933
10. Mistrzostwa Polski w boksie mężczyzn odbyły się w dniach 21-23 kwietnia 1933 roku w Warszawie.

## Medaliści
| Kategoria:                    | Złoto:                             | Srebro:                             | Brąz:                                                                   |
| waga musza (do 50,8 kg)       | Szapsel Rotholc (Gwiazda Warszawa) | Wincenty Wirski (Warta Poznań)      | Józef Bagiński (Pogoń Lwów) Karol Górecki (Stadion Królewska Huta)      |
| waga kogucia (do 53,5 kg)     | Aleksander Polus (Warta Poznań)    | Leon Kazimierski (Polonia Warszawa) | Józef Brzęczek (Zjednoczone Łódź) Józef Nawa (IKB Świętochłowice)       |
| waga piórkowa (do 57,2 kg)    | Jerzy Rudzki (Naprzód Lipiny)      | Józef Cyran (Skoda Warszawa)        | Mieczysław Chrostek (Wawel Kraków) Stanisław Woźniakiewicz (Geyer Łódź) |
| waga lekka (do 61,2 kg)       | Czesław Banasiak (IKP Łódź)        | Fischel Strauss (Hasmonea Lwów)     | Józef Milic (BKS 29 Bogucice) Janisław Sipiński (Warta Poznań)          |
| waga półśrednia (do 66,7 kg)  | Józef Pisarski (Skoda Warszawa)    | Adam Seweryniak (Skoda Warszawa)    | Józef Garncarek (IKP Łódź) Bronisław Wrosz (Sokół Grudziądz)            |
| waga średnia (do 72,6 kg)     | Henryk Chmielewski (IKP Łódź)      | Franciszek Hanske (Gedania Gdańsk)  | Icchak Brzeziński (ZKS Białystok) Witold Majchrzycki (Warta Poznań)     |
| waga półciężka (do 79,4 kg)   | Roman Antczak (Skoda Warszawa)     | Teodor Wystrach (PKS Katowice)      | Edward Kłodas (Wima Łódź) Jan Urban (Strzelec Lublin)                   |
| waga ciężka (powyżej 79,4 kg) | Tomasz Konarzewski (IKP Łódź)      | Stanisław Piłat (Warta Poznań)      | Ryszard Krenz (HCP Poznań) Jerzy Wocka (09 Mysłowice)                   |